# 周紅綢
周紅綢（1914年—1981年），臺北大稻埕人，1930年代著名東洋畫家，在當時與陳進等女性畫家齊名。周紅綢的畫作主要以花鳥題材為主，特別擅長描繪蘭花和水蓮等植物。

## 生平
周紅綢出生於臺北大稻埕永樂町，父親周益芳在迪化街經營名為「益芳商行」的紙店。周紅綢是家中長女，有兩個妹妹和兩個弟弟。十一歲時，父親去世，留下母親鄭粘一人撫養著五個孩子，三個姊妹都畢業於臺北第三高等女學校（現在的中山女子高級中學），並先後赴日本留學，學習美術、音樂、設計。:83日治時期，臺北第三高等女學校有許多學生、校友入選臺灣美術展覽會（簡稱臺展），當時任教的鄉原古統引導學生觀察自然，經常帶學生到植物園寫生。周紅綢受到鄉原古統的寫生觀念啟發，於1931年以《文心蘭》入選第五回臺展。緊接著，周紅綢在翌年轉入東京女子美術學校就讀。在東京女子美術學校期間，周紅綢於1933年、1936年再次入選了臺展東洋畫部，入選作分別是花鳥畫《睡蓮》和人物畫《少女》。周紅綢也於1935年的第4回青柿社展上展出了作品《靜物》。當時，只有六位臺籍女性考進日本美術專校，而周紅綢是其中最後一位。:79-82根據東女美校同窗會的規定，學生畢業便為會員，而周紅綢也名列1935年會報的新入會員名單中。
1937年，周紅綢與臺北太平町的張歐坤結婚。張家在迪化街經營企業「張東隆商行」，從事汽車、石油貿易，在當時為眾所周知的商號。周紅綢隨丈夫前往上海、廣州等地，拓展家族企業。周紅綢結婚後似乎不再創作，因此可能沒有繼續參展。

## 延伸閱讀
薛燕玲，《台灣美術丹露-日治時期台灣美術的地域色彩》，（臺中市：國立臺灣美術館，2004）。